# Bælum
Bælum – wieś w Danii, w regionie Jutlandia Północna, w gminie Rebild.